# Redmi
Redmi — бренд различной электроники, принадлежащий китайской компании Xiaomi; под этой маркой выпускаются смартфоны, а также ноутбуки, наушники и прочая электроника.

## История создания
Бренд Xiaomi Redmi был запущен в июле 2013 года.
В январе 2019 года на одной из презентаций Xiaomi было объявлено о выделении Redmi в отдельный бренд. По словам Лэя Цзюня (главы Xiaomi), таким образом Redmi будет больше удовлетворять запросам своей аудитории.
В ноябре 2024 года компания представила новый логотип.

## Продукция компании

### Смартфоны

#### Флагманская линейка K
- Redmi K20 — первый флагман бренда Redmi (2019)
  - Redmi K20 Pro — улучшенная версия смартфона на базе процессора Snapdragon 855 (2019)
  - Redmi K20 Pro Premium — обновленная версия Redmi K20 Pro, построен на процессоре Snapdragon 855+ (2019)
- Redmi K30 — первый Redmi со 120-Гц дисплеем (2019)
  - Redmi K30 5G — первый Redmi с поддержкой 5G (2019)
  - Redmi K30 5G SE — глобальная версия Redmi K30 5G (2020)
  - Redmi K30i 5G — Redmi K30 5G с урезанными модулями камер (2020)
  - Redmi K30 Racing Edition — первый смартфон на чипсете Snapdragon 768G (2020)[7]
  - Redmi K30 Pro — улучшенная версия Redmi K30 5G, работает на процессоре Qualcomm Snapdragon 865 (2019)
  - Redmi K30 Pro Zoom Edition — Redmi K30 Pro с 3x оптическим и 30x цифровым зумом (2020)
  - Redmi K30 Ultra — обновленный Redmi K30 Pro, основными изменениями стали экран и процессор, взамен 60-Гц дисплея установили матрицу с частотой 120 Гц, также установили другую SoC — MediaTek Dimensity 1000+, уже зарекомендовавшуюся себя как «убийца» Snapdragon 855+ по смартфону Vivo iQOO Z1 (2020).

#### Линейка Y
- Redmi Y1 — Redmi Note 5A Prime с незначительными изменениями
  - Redmi Y1 Lite — упрощённая версия Redmi Y1 (Redmi Note 5A)
- Redmi Y2 — Redmi S2 для индийского рынка
- Redmi Y3 — Redmi 7 для Индии с 32 Мп фронтальной камерой

#### Линейка Redmi
- Redmi 1 — первый смартфон бюджетной линейки Redmi
  - Redmi 1S — версия Redmi 1 с процессором Snapdragon 400 и видеоускорителем Adreno 305
- Redmi 2 — второе поколение бюджетного смартфона
  - Redmi 2A — упрощённая версия Redmi 2
  - Redmi 2 Prime — улучшенная версия Redmi 2
- Redmi 3 — третье поколение бюджетного смартфона
  - Redmi 3S — обновлённая версия Redmi 3 со сканером отпечатков пальцев и процессором Snapdragon 430
  - Redmi 3 Pro — версия Redmi 3 со сканером отпечатков пальцев
  - Redmi 3X — операторская версия Redmi 3S
- Redmi 4 — четвёртое поколение бюджетного смартфона
  - Redmi 4A — упрощённая версия Redmi 4
  - Redmi 4 Prime — улучшенная версия Redmi 4 с процессором Snapdragon 625
  - Redmi 4X — Redmi 4 с процессором Snapdragon 435 и другим расположением камеры.
- Redmi 5 — пятое поколение бюджетного смартфона, обновлённый дизайн, соотношение сторон экрана 18:9, процессор Snapdragon 450
  - Redmi 5 Plus — версия с экраном 5,99", соотношение сторон экрана 2:1, процессор Snapdragon 625
  - Redmi 5A — упрощённая версия Redmi 5
- Redmi 6 — шестое поколение бюджетного смартфона, выпущенного в 2018 году.
  - Redmi 6A — упрощённая версия Redmi 6
  - Redmi 6 Pro — китайская версия Xiaomi Mi A2 Lite
- Redmi 7 — седьмое поколение бюджетного смартфона с обновленным дизайном и водоотталкивающим покрытием P2i и большим аккумулятором.
  - Redmi 7A — упрощенная версия Redmi 7
- Redmi 8 — восьмое поколение бюджетного смартфона
  - Redmi 8A — упрощенная версия Redmi 8
  - Redmi 8A Dual — Redmi 8A с двумя модулями камер Redmi 8 Pro
  - Redmi 8A Pro — глобальная версия Redmi 8A Dual
- Redmi 9 — девятое поколение бюджетного смартфона. Оснащён 6.53-FHD+ дисплеем. За производительность отвечает процессор MediaTek Helio G80 с графикой Mali-G52. В аккумуляторе емкостью 5020 мАч поддерживается функция быстрой зарядки. Продается в нескольких конфигурациях — 3/32 ГБ и 4/64 ГБ.
  - Redmi 9A/9C — упрощённые версии Redmi 9, оснащены 6.53" HD+ IPS-дисплеем, за производительность отвечает процессор MediaTek Helio G25/G35 с графикой PowerVR GE8320, питаются от батареи на 5000mAh без поддержки быстрой зарядки. Выпускаются в версии на 2 Гб ОЗУ + 32 Гб ПЗУ. Тыльная камера состоит из сенсоров на 13 Мп/13 Мп + 5 Мп + 2 Мп, фронтальная у обоих на 5 Мп
  - Redmi 9 Prime — Redmi 9 с незначительными изменениями в виде отсутствующего модуля NFC и накопителем на 128GB
  - Redmi 9T — версия Redmi 9 с наличием аккумулятора на 6000 mAh и быстрой зарядкой на 18 Вт. Как и Redmi 9, смартфон оснащён 6.53" FHD+ IPS-дисплеем. В Redmi 9T встроен процессор Qualcomm Snapdragon 662 с графикой Aderno 610, который способен конкурировать с Redmi 9. В данный смартфон встроено 4 ГБ ОЗУ с возможностью увеличения до 6 ГБ. Также смартфон оснащён четырьмя камерами на 48 Мп + 8 Мп и двумя по 2 Мп, а также ПЗУ на 64/128 ГБ.
- Redmi 10X Pro — первый 5G смартфон в бюджетном сегменте от Redmi, работает на новом процессоре MediaTek Dimensity 820, оснащен 6,57" FullHD+ Amoled-дисплеем, питается от аккумулятора на 4520 mAh с поддержкой 33W быстрой зарядки
  - Redmi 10X — Redmi 10X Pro с другим набором камер и отсутствующим модулем NFC
  - Redmi 10X 4G — Redmi Note 9 для китайского рынка без модуля NFC
- Redmi 13- тринадцатое поколение бюджетного смартфона.Оснащен 6,79" FHD. Имеет чипсет MediaTek Helio G91 с графикой Mali-G52.С аккумулятором 5030 Mah и зарядкой 33w.Также оснащен 2 камерами:Основная на 108 мегапикселей и макро объектив на 2 мегапикселя .Продается в трёх конфигурациях: 6/128,8/128,8/256
  - Redmi 13C — Упрощенная версия Redmi 13 с другим чипсетом MediaTek Helio G85, с другой камерой и зарядкой на 18W
  - Redmi 13X — Почти ничем не отличается от Redmi 13. Главное отличие-больше вес и ярче экран
- Redmi S2 — селфи-камерофон, ориентирован на Россию и соседние страны
- Redmi Pro — первый фаблет компании с OLED-дисплеем и двумя основными камерами
- Redmi MGo — самый бюджетный смартфон Redmi на базе Android Go
- Redmi A1 — ультрабюджетный смартфон на базе Android Go.Оснащен 6,52" TFT IPS экраном с разрешением HD+. Имеет процессор MediaTek Helio A22 и батарею на 5000 mah с зарядкой 10W. Смартфон оснащен 2 камерами: Основная на 8МП и вспомогательная камера на 0,3МП.Дизайн устройства похож на Xiaomi mi 10.Выпускается в 1 конфигурации: 2/32
  - Redmi A1+ — Улучшенная версия Redmi A1.Единственное отличие от младшей версии—отпечаток пальца на задней панели
- Redmi A2 — 2 версия ультрабюджетного смартфона. Оснащен 6,52" LCD IPS экраном с разрешением HD+. Имеет процессор MediaTek Helio G36 и батарею на 5000 mah с зарядкой 10W. Смартфон оснащен 2 камерами: Основная на 8МП и вспомогательная на 0,3МП.Выпускается в 2 конфигурациях: 2/32,3/64
  - Redmi A2+ — Улучшенная версия Redmi A2. Отличается отпечатком пальца на задней панели
- Redmi A3 — 3 версия ультрабюджетного смартфона. Оснащен 6,7" LCD IPS 90 герц экраном с разрешением HD+. Имеет процессор MediaTek Helio G36 и батарею на 5000 mah с зарядкой 10W. Смартфон оснащен 2 камерами: Основная на 8МП и вспомогательная на 0,3МП.Выпускается в 2 конфигурациях: 3/64,4/128
  - Redmi A3 Pro — Улучшенная версия Redmi A3. Она отличается другим чипсетом (MediaTek Helio G81 ultra)
  - Redmi A3X — Улучшенная версия Redmi A3. Отличается другим чипсетом (Unison Tiger t603) и ухудшенной вспомогательной камерой (0,1МП)
- Redmi A4— 4 версия ультрабюджетного смартфона. Оснащен 6,88" LCD IPS 120 герц экраном с разрешением HD+. Имеет процессор Qualcomm Snapdragon 4s Gen 2 и батарею на 5160 mah с зарядкой 18W. Смартфон оснащен 2 камерами: Основная на 50МП и макро объектив на 2МП.Выпускается в 2 конфигурациях: 4/64,4/128
  - Redmi A4 5G — Улучшенная версия Redmi A4. Отличается наличием 5G модема

#### Линейка Redmi Note
- Redmi Note 3G — первый бюджетный фаблет Xiaomi
  - Redmi Note 4G — Redmi Note 3G с поддержкой 4G
- Redmi Note 2 — второе поколение бюджетного фаблета Xiaomi
- Redmi Note 3 — третье поколение бюджетного фаблета Xiaomi
  - Redmi Note 3 Pro — улучшенная версия Redmi Note 3 на базе процессора Snapdragon 650 вместо Helio X10
  - Redmi Note 3 Pro Special Edition — европейская версия Redmi Note 3 Pro
- Redmi Note 4 — китайская  версия смартфона,  о чём свидетельствуют иероглифы на коробке, выпускался на процессоре Helio X20 (цельнометаллический корпус) и на Snapdragon 625 (корпус, как у Redmi Note 4X)
  - Redmi Note 4X —  международная версия смартфона, коробка с надписями на английском языке, выпускались на процессоре Snapdragon 625
- Redmi Note 5 (в Азии носит названия Redmi Note 5 AI, Redmi Note 5 Pro) — пятое поколение бюджетного фаблета, соотношение сторон экрана 2:1, двойная камера с электронной стабилизацией, процессор Snapdragon 636
  - Redmi Note 5A — упрощённая версия Redmi Note 5
  - Redmi Note 5A Prime — улучшенная версия Redmi Note 5A, добавлен сканер отпечатков пальцев и улучшена фронтальная камера для селфи со вспышкой спереди
- Redmi Note 6 Pro — шестое поколение бюджетного фаблета, соотношение сторон экрана 19:9, двойная камера с электронной стабилизацией и процессором Snapdragon 636
- Redmi Note 7 — седьмое поколение бюджетного фаблета, камера на 48 Мп, Gorilla Glass 5, с определённой степенью защиты от пыли и влаги
  - Redmi Note 7 Pro — улучшенная версия Redmi Note 7 с камерой от Sony на 48 Мп (в Redmi Note 7 менее эффективный Samsung на 48 Мп) и новым процессором Snapdragon 675 с продвинутыми фотовозможностями
- Redmi Note 8 — восьмое поколение бюджетного фаблета, четыре камеры на 48 Мп, быстрая зарядка мощностью 18 Вт. Процессор Qualcomm Snapdragon 665
  - Redmi Note 8T — Redmi Note 8 с модулем NFC
  - Redmi Note 8 Pro — улучшенная версия Redmi Note 8. Оснащён 6.53-дюймовым IPS экраном, четырьмя камерами на 64 Мп + 8 Мп + 2 Мп + 2 Мп, NFC и процессором MediaTek Helio G90T
- Redmi Note 9 — девятое поколение бюджетного фаблета, смартфон оснащён 6.53" IPS-экраном, так же он первый в мире построен на процессоре MediaTek Helio G85;
  - Redmi Note 9S — версия Redmi Note 9 Pro с незначительными изменениями задней камеры, и выпускаемый на глобальном рынке. Выпускается без модуля NFC;
  - Redmi Note 9 Pro — девятое поколение бюджетного смартфона. Оснащён 6.67" IPS-экраном, работает на процессоре Qualcomm Snapdragon 720G, имеет модуль NFC;
  - Redmi Note 9T — оснащён 6.53" IPS-экраном, работает на MediaTek Dimensity 800U, имеет поддержку 5g. Имеет 3 камеры (48+2+2) и 13 мегапиксельную фронтальную камеру;
  - Redmi Note 9 Pro Max — Redmi Note 9 Pro с незначительными изменениями, выпускается только на индийском рынке.
- Redmi Note 10 — десятое поколение бюджетного смартфона. Оснащён 6.67" Super Amoled экраном, работает на процессоре Qualcomm Snapdragon 678, не имеет модуля NFC. Имеет 48-мегапиксельным основным модулем производства Sony;
  - Redmi Note 10 Pro — флагман десятого поколения линейки Redmi Note. Оснащён Super Amoled 120 Гц экраном, работает на процессоре Qualcomm Snapdragon 732G, Имеет модуль NFC. Имеет 4 камеры (108 + 8 + 2 + 2), а также 13 мегапиксельную фронтальную камеру;
  - Redmi Note 10S — улучшенная версия Redmi Note 10. Также оснащён Super Amoled 60 Гц экраном, работает на MediaTek Helio G95. Также имеет 4 камеры (64+8+2+2) и 13 мегапиксельную фронтальную камеру;
  - Redmi Note 10T/Redmi Note 10 5G — оснащён 6.5" IPS-экраном, работает на процессоре MediaTek Dimensity 700, имеет поддержку 5G. Имеет 3 камеры (48+2+2) и 8 мегапиксельную фронтальную камеру.
- Redmi Note 11 — одиннадцатое поколение бюджетного смартфона. Смартфон Xiaomi Redmi Note 11 оснащен AMOLED-экраном 6,6 дюйма с разрешением FullHD+ и частотой обновления до 90 Гц. Имеет 4 камеры (50+8+2+2) и 13 мегапиксельную фронтальную камеру. Модель базируется на чипе Snapdragon 680, имеет 4Гб оперативной памяти, а также 64Гб постоянной. Аккумулятор Redmi Note 11 имеет емкость 5000 мАч и поддерживает быструю зарядку на мощности 33 Вт.
  - Redmi Note 11S — улучшенная версия Redmi Note 11 — Базовая линейка
  - Redmi note 11 Pro 5G — про версия с модулем 5G
- Xiaomi Redmi Note 12  — двенадцатое поколение бюджетного смартфона. Смартфон оснащён AMOLED-экраном 6,67 Дюйма с разрешением 1080 x 2400 пикселей и частотой 120 Гц. Имеет 4 камеры(50+8+2) Основную, макро, широкоугольную, а также фронтальная камера с разрешением 16 мп. Процессор snapdragon 685, Есть конфигурации памяти 4/128, 6/128, 8/256. Аккумулятор с ёмкостью 5000 мА·ч и поддержкой быстрой зарядкой 33 Вт.
  - Xiaomi Redmi Note 12 Pro 5g — про версия с модулем 5g, другим чипсетом (MediaTek Dimensity 1080),новыми модулями камер и зарядкой 67Вт.
  - Xiaomi Redmi Note 12 Pro+ 5g — про+ версия с модулем 5g,другими камерами (200+8+2), чипсетом как у про версии,зарядкой 120Вт.
  - Xiaomi Redmi Note 12 Turbo — самая мощная версия с другим чипсетом (Qualcomm Snapdragon 7+ gen 2),другим экраном,новыми камерами (64+8+2),зарядкой 67Вт.
  - Xiaomi Redmi Note 12 5g — версия с модулем 5g
  - Xiaomi Redmi note 12T Pro— улучшенная версия с меньшим дисплеем,новым чипсетом (MediaTek Dimensity 8200),немного увеличенной батареей (5080 мАч), другими камерами (64+8+2) и быстрой зарядкой 67Вт.
  - Xiaomi Redmi Note 12R — улучшенная версия с новым чипсетом (Qualcomm Snapdragon 4 gen 2),упрощёнными камерами (50+2) и более медленной зарядкой 18Вт.
  - Xiaomi Redmi Note 12 4g — улучшенная версия базового Redmi note 12 с другим чипсетом (Qualcomm Snapdragon 4 gen 1),камерами (48+2).
- Xiaomi Redmi Note 13  — смартфон с 8-ядерным процессором Qualcomm Snapdragon 685, частота процессора — 2,8 ГГц; имеет память 8 ГБ ОЗУ и 512 ГБ ПЗУ. Оснащён 3 камерами, разрешение основной — 108 Мп. AMOLED-дисплей с разрешением UHD+ и частотой обновления 120 Гц. Redmi Note 13 оснащён быстрой зарядкой 33 Вт, ёмкость аккумулятора — 5000 мА·ч. Операционная система — Android 13.
  - Xiaomi Redmi Note 13 5G — Улучшенная версия с 5g модулем,новым чипсетом (MediaTek Dimensity 6080),
  - Xiaomi Redmi Note 13 Pro 5G — Про версия с модулем 5g,другим разрешением экрана (QHD),другим чипсетом (Qualcomm Snapdragon 7s gen 2),другими камерами (200+8+2),другой батареей (5100 мАч) и быстрой зарядкой 67Вт.
  - Xiaomi Redmi Note 13 Pro 4G — Про версия с таким же экраном как у базовой версии,без модуля 5G,другим чипсетом (MediaTek Helio G99),камерой как у Redmi Note 13 Pro 5G и быстрой зарядкой 67Вт.
  - Xiaomi Redmi Note 13 Pro — Китайская версия Redmi Note 13 Pro 5G
  - Xiaomi Redmi Note 13 Pro+ — Самая мощная версия. Телефон получил чипсет MediaTek Dimensity 7200, Новые камеры: Основная 200 МП с сенсором Samsung ISOCELL HP3,широкоугольным и макро объективом 8 МП с сенсором Sony IMX355 и быстрой зарядкой 120 Вт.
- Xiaomi Redmi Note 14 — смартфон с 8-ядерным процессором Mediatek Helio G99, имеет память 12 ГБ ОЗУ и 512 ГБ ПЗУ. Оснащён 3 камерами, разрешение основной — 108 Мп. AMOLED-дисплей с разрешением HDR 10+ и частотой обновления 120 Гц. Redmi Note 14 оснащён быстрой зарядкой 33 Вт, ёмкость аккумулятора — 5500мА·ч. Операционная система — Android 14
  - Xiaomi Redmi Note 14s — Смартфон имеет меньший объем батареи (5000 мАч),более быструю зарядку (67Вт.) и улучшенные камеры (200+8+2)
  - Xiaomi Redmi Note 14 5G — Смартфон получил более мощный процессор (MediaTek Dimensity 7025),меньший объем батареи (5110 мАч),лишился портретной камеры и получил более быструю зарядку.
  - Xiaomi Redmi Note 14 Pro 4G — Про версия с другим чипсетом (MediaTek Helio G100),другие камеры (200+8+2) и быструю зарядку 45Вт.
  - Xiaomi Redmi Note 14 Pro 5G — Про версия с модулем 5G,с другим разрешением (QHD),другой чипсет (MediaTek Dimensity 7300),меньший объем аккумулятора (5160 мАч),другие камеры (200+8+2)
  - Xiaomi Redmi Note 14 Pro+ — Самая лучшая версия линейки.Смартфон получил 6,67" Amoled QHD экран,новый чипсет Qualcomm Snapdragon 7s Gen 3,самую большую батарею. 6200 мАч,быструю зарядку 90Вт.Так же тройную камеру: Основаны 50 МП с сенсором Omnivision OV50 Light Hunter 800,широкоугольный объектив 8 МП с сенсором Sony IMX355 и телеобъективом на 50 МП с сенсором Samsung S5KJN1.

### Гарнитура
Гарнитуры:
- Redmi Airdots
- Redmi Airdots S
- Redmi Airdots 2
- Redmi Airdots 2S
- Redmi Airdots 3
- Redmi Buds 3
- Redmi Buds 3 Lite
- Redmi Buds 3 Pro
- Redmi Buds 5
- Redmi Buds 5 Pro
- Redmi Buds 6 lite

### Браслеты
- Redmi Band — фитнес-браслет с цветным дисплеем и USB-зарядкой[8].

### Мониторы
- Redmi 1A — первый монитор бренда, представляет собой недорогой монитор с простыми характеристиками[9].